# Kalpi
Kalpi is een stad en gemeente in het district Jalaun van de Indiase staat Uttar Pradesh. 

## Demografie
Volgens de Indiase volkstelling van 2001 wonen er 42.858 mensen in Kalpi, waarvan 53% mannelijk en 47% vrouwelijk is. De plaats heeft een alfabetiseringsgraad van 57%. 